# How You Remind Me
«How You Remind Me» — сингл группы Nickelback с альбома 2001 года Silver Side Up. How You Remind Me была последней композицией в стиле рок, ставшей #1 в чарте Billboard Hot 100; лишь спустя шесть лет на первое место поднялся рок-хит группы Maroon 5 «Makes Me Wonder». Вокалист группы Чед Крюгер написал эту песню о своей девушке Джоди. How You Remind Me считается «визитной карточкой» всего творчества Nickelback.
«How You Remind Me» стала самой проигрываемой песней на американском радио за первое десятилетие XXI века (1.2 миллиона раз с момента выхода в 2001 году и заняла четвёртое место в списке песен десятилетия хит-парада Billboard.

## Награды
Песня получила четыре номинации на премию Грэмми, столько же на Billboard Awards и Juno awards.
VH1 поместил композицию на 16 место в хит-параде рок-баллад на все времена.
Песня заняла 36 место в чарте Billboard’s All Time Top 100 (недоступная ссылка с 11-08-2013 [4357 дней] — история, копия).
«How You Remind Me» стала 75-й в списке 100 самых продаваемых синглов десятилетия в Великобритании.

## Клип
Музыкальное видео на "How You Remind Me" было снято Грегом и Колином Штраусом, и в нём Nickelback играет на небольшой площадке с акцентом на женскую аудиторию. Крюгер признался, что сначала ему не нравилась идея выступления на небольшой площадке, и он предпочел более масштабный концерт на арене; однако он нашёл результат видео удовлетворительным.
В видео, в сценах, чередующихся с обстановкой концерта, Крюгер играет человека, которого преследуют воспоминания о его бывшей девушке (которую играет модель Энни Хенли). Он постоянно воображает или ощущает её присутствие, заставляя мир вокруг себя казаться живым; когда он понимает, что её там нет, освещение меняется на серо-голубой фильтр. В конце она посещает концерт, где персонаж Крёгера также находится в толпе. Она подходит к нему, но он отвергает её; он изображен физически отталкивающим её в обстановке воспоминаний, а также агрессивно поющим ей текст песни в обстановке концерта. Она остается одна в тускло освещенной обстановке.

## Кавер-версии
- Группа Sum 41 исполнила «How You Remind Me» во время новогодней вечеринки MTV.
- Мария Дойл-Кеннеди включила кавер-версию в альбом Even Better than the Real Thing Vol. 1.
- Участник телешоу American Idol Константин Марулис исполнил песню в финале 4 сезона проекта.
- В 2004 году греческая исполнительница Алкистис Протопсалти частично перевела песню и включила в свой альбом.
- Эд Аллен-Джонсон, виолончелист, исполнил инструментальную кавер-версию, вошедшую в его альбом Echoes (2006).
- Исполнение песни прозвучало в одном из эпизодов 9 сезона сериала Клиника.
- 12.12.2012 вышла кавер-версия от канадской рок-исполнительницы Аврил Лавин. Песня перепета в жанре sadcore специально для One Piece: Film Z[6].

## Список композиций
CD сингл
1. «How You Remind Me» (Album version) — 3:45
2. «How You Remind Me» (Acoustic) 3:30
3. «Little Friend» — 3:48

макси-сингл (CD)
1. «How You Remind Me» (Gold Mix) — 3:45
2. «How You Remind Me» (LP Version) — 3:30
3. «Little Friend» — 3:48
4. «How You Remind Me» (Video)

## Статус
| Страна         | Статус         | Дата              | Продажи |
| -------------- | -------------- | ----------------- | ------- |
| Австралия      | 2 x Платиновый | 2001              | 140.000 |
| Австрия        | Золотой        | 27 сентября, 2002 | 15.000  |
| Бельгия        | Золотой        | 23 февраля, 2002  | 20.000  |
| Франция        | Серебряный     | 15 января, 2003   | 125.000 |
| Германия       | Золотой        | 2002              | 150.000 |
| Швейцария      | Золотой        | 2002              | 15.000  |
| Великобритания | Золотой        | 24 мая, 2002      | 400.000 |
| США            | Золотой        | 18 ноября, 2005   | 500,000 |

## Позиции в чартах
| Чарт (2002)                               | Лучший результат |
| ----------------------------------------- | ---------------- |
| U.S. Billboard Hot 100                    | 1                |
| U.S. Billboard Hot Adult Top 40           | 2                |
| U.S. Billboard Hot Mainstream Rock Tracks | 1                |
| U.S. Billboard Hot Modern Rock Tracks     | 1                |
| Australian Singles Chart                  | 2                |
| Austrian Singles Chart                    | 1                |
| Belgian (Flanders) Singles Chart          | 2                |
| Belgian (Wallonia) Singles Chart          | 4                |
| Canadian Singles Chart                    | 1                |
| Danish Singles Chart                      | 1                |
| Dutch Mega Top 100                        | 17               |
| Finnish Singles Chart                     | 18               |
| French Singles Chart                      | 11               |
| German Singles Chart                      | 3                |
| Irish Singles Chart                       | 1                |
| Italian Singles Chart                     | 14               |
| New Zealand Singles Chart                 | 4                |
| Norwegian Singles Chart                   | 4                |
| Swedish Singles Chart                     | 4                |
| Swiss Singles Chart                       | 3                |
| UK Singles Chart                          | 4                |

| Годовой чарт (2002)              | Позиция |
| -------------------------------- | ------- |
| Australian Singles Chart         | 48      |
| Austrian Singles Chart           | 6       |
| Belgian (Flanders) Singles Chart | 17      |
| Belgian (Wallonia) Singles Chart | 56      |
| French Singles Chart             | 98      |
| Irish Singles Chart              | 8       |
| Swiss Singles Chart              | 13      |